# Klareta je kidnapovana
Klareta je kidnapovana јe epizoda seriјala Mali rendžer (Kit Teler) obјavljena u Lunov magnus stripu br. 166. Epizoda јe premijerno u bivšoj Jugoslaviji objavljena u septembru 1975. godine. Koštala je 6 dinara (0,34 $; 0,85 DEM). Imala je 98 strana. Autor originalne naslovnice je Frank Donatelli. Izdavač јe bio Dnevnik iz Novog Sada. Epizodu je nactao Franko Binjoti, a scenario napisao Andrea Lavezzolo.

## Originalna epizoda
Deo ove epizode objavljen je u svesci pod nazivom Sulla via di Austin, koja izašla јe premijerno u Italiјi u izdanju Sergio Bonnelli Editore u aprilu 1969. godine pod rednim broјem 65. Koštala јe 200 lira (0,32 $; 1,27 DEM).

## Kratak sadržaj
Roza Morning dobija pismo od svog devera (šogora) Emila Morning u kome je obaveštava da je na samrti i da bi voleo da je vidi. Nakon što komandant da odobrenje za put, Roza, Klareta praćeni Kitom kreću u posetu Emilu. Nakon osam dana pita u gradiću ih svi gledaju čudno. Kit pronalazi smeštaj u hotelu Bila Kadingtona poznatijem kao Bil Bik (Bill the Bull), koji je poznat na Divljem Zapadu (mada nije objanjeno po čemu). Ni Roza, ni Kit, međutim, ne znaju da je Emil već preminuo i da je pismo uputila grupa prevaranata. Grupa prevaranata kidnapuju Klaretu i traži od Roze otkup. U međuvremenu, Kit saznaje da je Roza od Emila nasledila veliki deo zemlje u Last Corneru bogat naftom, te da je to glavni uzrok kidnapovanja. Dok Kit istražuje i zamalo hvata jednog kidnapera, u hotel kod Bila dolazi osoba koja se predstavlja kao Peter Darky. Radi se zapravo o Trentonu koji je došao da špijunira Kita i Rozu. U noćnom buncanju, Kit uspeva da sazna od Trentona da se Klareta nalazi u Harely Courtu. Nakon toga, Kit i Bill the Bull uspevaju da oslobode Klaretu. Roza Morning nasleđuje bogatstvo ali potom kod javnog beležnika zahteva da za deo bogatstva kupi hotel i upiše ga na ime Bila the Bulla.

### Lokacija i vreme događanja
Radnja se događa u Austinu, glavnom gradu Teksasa. Iako se u stripu ime grada nigdje ne spominje, to saznajemo iz naslova epizode „Na putu za Austin, a i u originalu epizoda se zove Sulla via di Austin. Put od utvrde do grada trajao je 8 dana kočijom, što odgovara geografskoj udaljenosti dva mjesta radnje. Lavezzolo je priču sklopio oko zemlje na kojoj je pronađena nafta. Nafta se tada prerađivala u neku vrstu petroleja koji je korišten za gradsku rasvjetu. Prva prava bušotina u SAD-u počela je s radom 1859. u Pennsylvaniji, a u Teksasu 1866, što bi istorijski odgovaralo vremenu radnje ovog serijala, odnosno sedamdesetim godinama 19. veka.

## Reprize
Ova epizoda reprizirana je u okviru serije If edizione br. 33. u februaru 2015. godine (str. 30-127). Cena sveske iznosila je 8€. Ova edicija reprizira se u Hrvatskoj. Broj 33. izašao je u julu 2019. god. pod nazivom Na putu za Austin. Epizoda se nalazi na stranama 30-127, po ceni od 39 kuna (5,3 €). Epizoda je prvi put reprizirana u Hrvatskoj u izdanju Van Goga 17.08.2011. godine pod nazivom Otmica i ceni od 39 kuna (5,5 €). U Srbiji do sada epziode Malog rendžera nisu reprizirane.

## Prethodna i naredna epizoda
Prethodna epizoda LMS bila je je bila Neustrašivi Gogo (#163), a naredna Crna senka (#167). Ovo, međutim, nije originalni redosled. Po originalnom redosledu, ovoj epizodi prethodi epizoda Mali begunci (#179).